# Sarah Schmidt (Schauspielerin)
Sarah Schmidt (* 20. April 1997 in Leipzig) ist eine deutsche Schauspielerin. Seit 2021 ist sie Ensemblemitglied des Staatsschauspiel Dresden. Außerdem dreht Schmidt für Film und Fernsehen.

## Leben
Sarah Schmidt wuchs in Leipzig-Schleußig auf. Ab ihrem 13. Lebensjahr sammelte sie erste schauspielerische Erfahrungen im Jugendclub Schauspiel Leipzig. 2018 begann Schmidt an der Universität der Künste Berlin (UDK) ihr Schauspielstudium und beendete dieses 2022 mit ihrer Eigenarbeit 'Hascherl'. Bei dem Kurzfilm spielte sie eine der Hauptrollen und führte Regie. 
Noch während ihres Studiums engagierte sie das Staatsschauspiel Dresden als freie Schauspielerin. 2022 trat Schmidt ihr Festengagement in Dresden an. 

## Theater (Auswahl)
- 2023: Dreigroschenoper, Rolle: Frau Peachum, Regie: Volker Lösch. Staatsschauspiel Dresden

## Filmografie (Auswahl)
- 2022: Almost Fly (Serie), Regie: Florian Gaag